# Wetrok
Wetrok est une entreprise suisse dans la branche du matériel de nettoyage présente dans plus de 35 pays.